# 식이 보충제
식이보충제(食餌補充劑, 영어: dietary supplement) 또는 영양제(營養劑), 영양보충제(營養補充劑, 영어: nutritional supplement)는 알약, 캡슐, 파우더, 액체 형태로 섭취함으로써 개인의 식사를 보충하기 위해 제조된 제품이다. 식사 보충물(食事補充物), 건강 보조 식품(健剛補助食品, 영어: health supplementary food)으로도 불린다. 음식에서 추출한 영양분 또는 소비량을 증가시키기 위한 합성물을 제공할 수 있다. 영양화합물 등급으로는 비타민, 미네랄, 섬유질, 지방산, 아미노산이 포함된다. 식이 보충제는 삶에 필수적으로 확증되지 않는 물질을 포함할 수도 있지만 식물성 안료나 폴리페놀 등 긍정적인 생물학적 영향을 보여준다고 광고된다. 예를 들어 닭고기나 물고기에서 기원한 콜라겐 등 동물 또한 보충제의 원료가 될 수 있다. 미국과 캐나다에서 식이 보충제는 음식의 하위 집합으로 간주되며 이에 따라 규제를 받는다. 유럽위원회는 음식 보충제가 안전하고 적절히 레이블이 부착될 수 있도록 도움을 주기 위해 균형이 잡힌 규칙을 마련해놓고 있다.

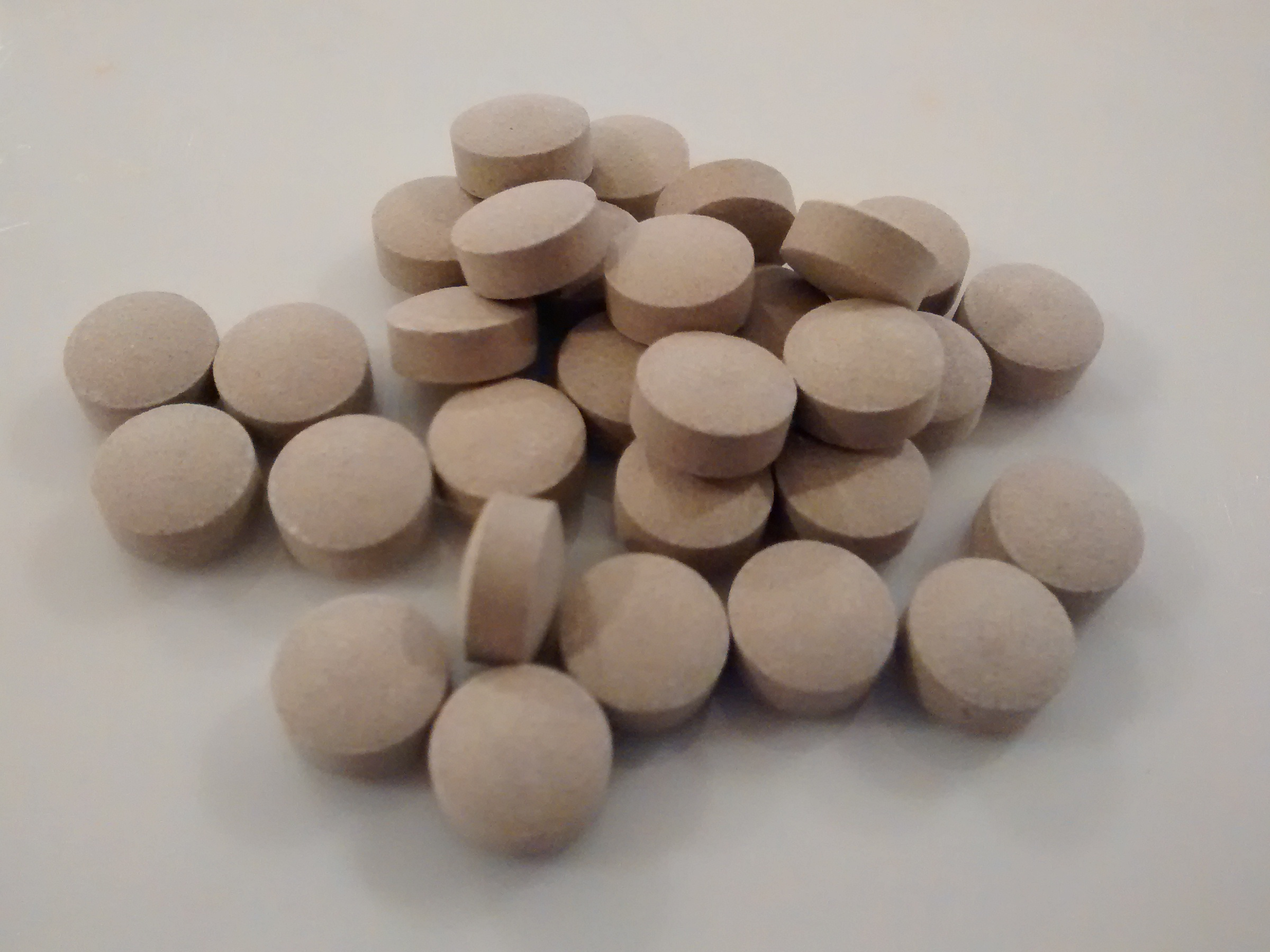
알약형
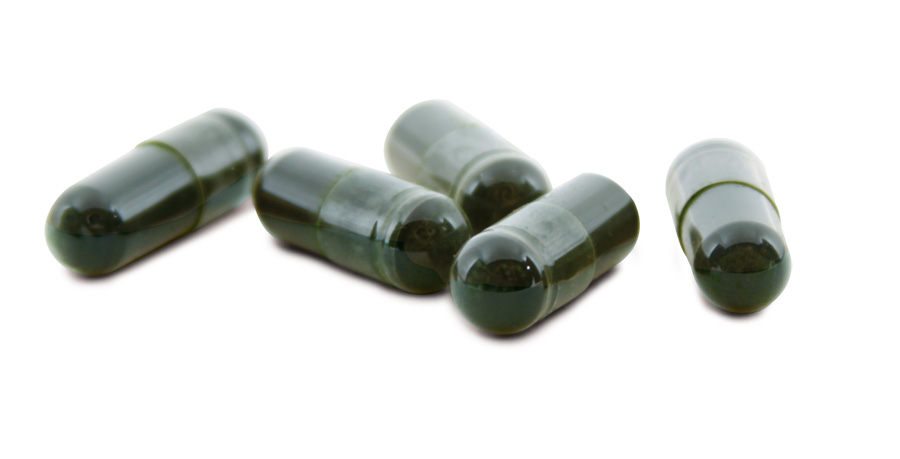
캡슐형
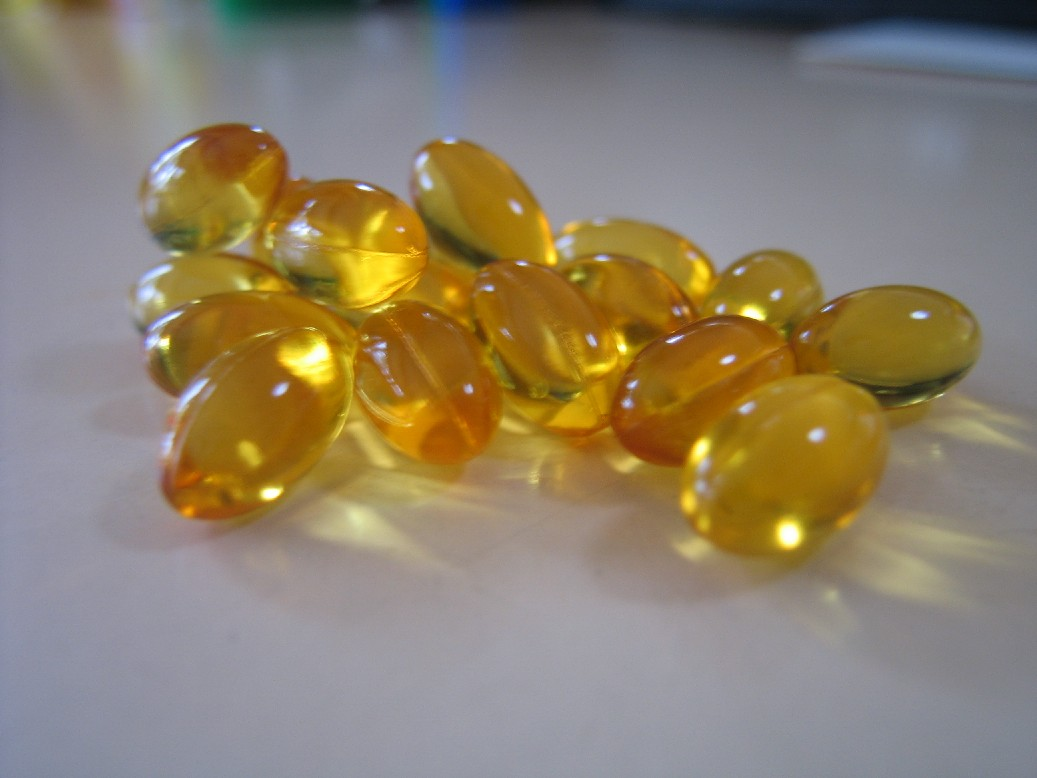
소프트겔 캡슐형
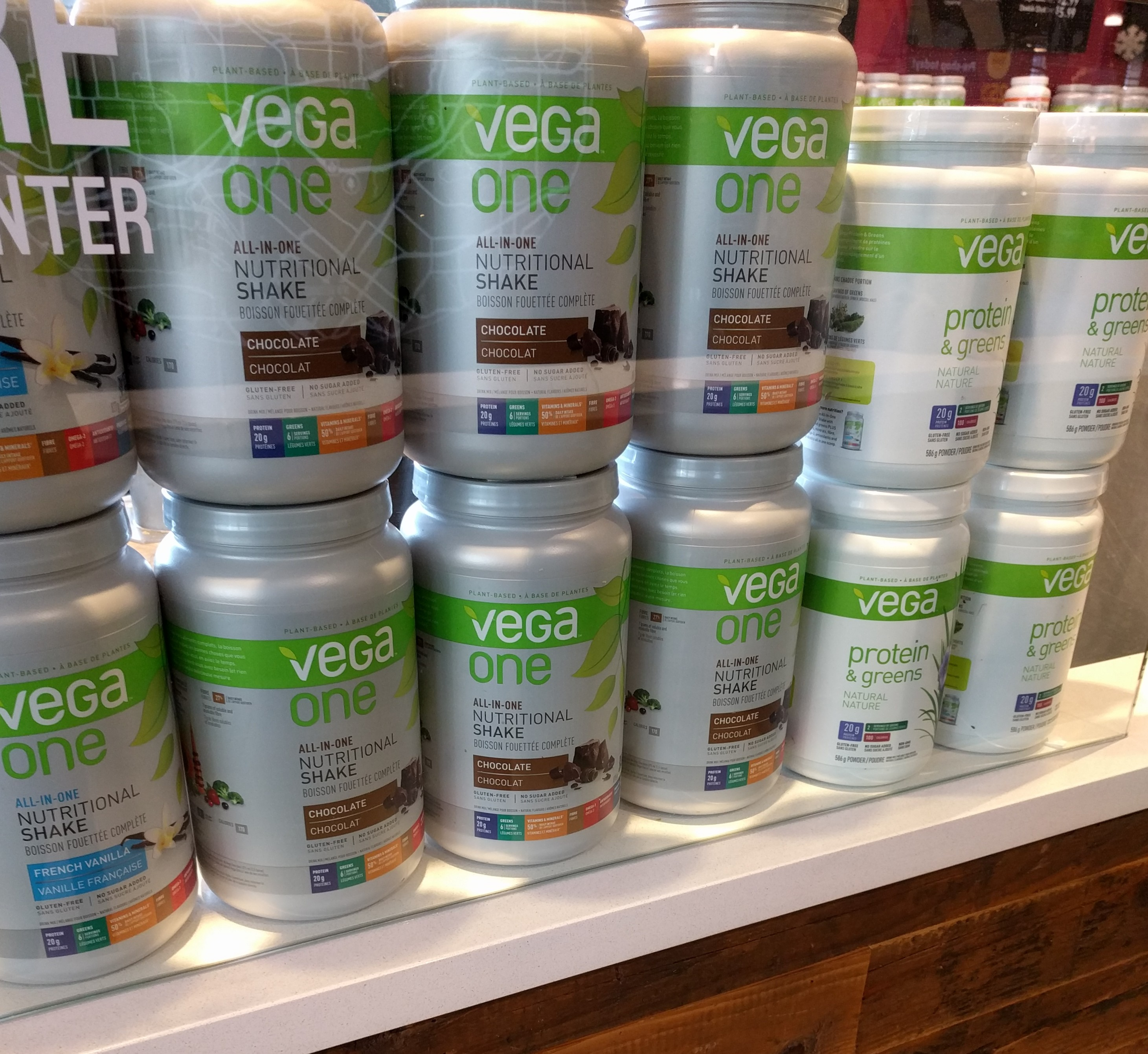
파우더형

## 같이 보기
- 보디빌딩 보충제
- 영양소
- 대체의학